# Solura (kanton)
Solura (niem. Solothurn, gsw. Soledurn, fr. Soleure, wł. Soletta, rm. Soloturn) – kanton w środkowej Szwajcarii. Jego stolicą jest miasto Solura. Językiem urzędowym kantonu jest język niemiecki.

## Geografia
Teren Solury jest przeważnie płaski, położony w dolinie rzeki Aare, choć część powierzchni kantonu zajmują podnóża masywu Jury. Dwa okręgi kantonu Dorneck oraz Thierstein są eksklawami kantonu Bazylea-Okręg i znajdują się wzdłuż francuskiej granicy. Najwyższym szczytem kantonu jest Hasenmatt, w wysokości 1 445 m n.p.m.

## Demografia
Językami z najwyższym odsetkiem użytkowników są:
- język niemiecki – 89,9%,
- język włoski – 4,4%,
- język francuski – 2,6%[2].

## Podział administracyjny
Kanton składa się z pięciu jednostek administracyjnych (Amtei), które dzielą się na dziesięć okręgów (Bezirk), w skład których wchodzi 107 gmin (Gemeinde):
| Nazwa jednostki administracyjnej (Amtei) | Nazwa okręgu (Bezirk) | Liczba mieszkańców 31 grudnia 2021 | Powierzchnia km² | Liczba gmin |
| ---------------------------------------- | --------------------- | ---------------------------------- | ---------------- | ----------- |
| Bucheggberg-Wasseramt                    | Bucheggberg           | 8 054                              | 62,68            | 8           |
| Bucheggberg-Wasseramt                    | Wasseramt             | 53 689                             | 76,67            | 19          |
| Dorneck-Thierstein                       | Dorneck               | 20 897                             | 74,70            | 11          |
| Dorneck-Thierstein                       | Thierstein            | 14 907                             | 102,27           | 12          |
| Olten-Gösgen                             | Gösgen                | 25 060                             | 68,67            | 10          |
| Olten-Gösgen                             | Olten                 | 56 532                             | 80,57            | 15          |
| Solura-Lebern                            | Lebern                | 46 917                             | 117,17           | 15          |
| Solura-Lebern                            | Solura                | 16 807                             | 6,28             | 1           |
| Thal-Gäu                                 | Gäu                   | 22 473                             | 62,05            | 8           |
| Thal-Gäu                                 | Thal                  | 14 909                             | 139,39           | 8           |